# سندرم مایکرو
سندرم مایکرو (انگلیسی: Micro syndrome) که با عناوین دیگری همچون سندرم واربورگ-اسیو-فلدیوس و WARBM هم شناخته می‌شود، یک اختلال ژنتیکی اتوزومال مغلوب است که مشخصه‌اش میکروسفالی، قرنیه کوچک، آب‌مروارید مادرزادی، ناتوانی‌های ذهنی و تکاملی، آتروفی عصب بینایی و کم‌کاری غدد جنسی است.
این سندرم با ژن RAB3GAP1 در ارتباط است.
نوزادان مبتلا به این سندرم در هنگام تولد مشکل خاصی ندارند. از سن ۱ سالگی، عقب‌افتادگی رشد جسمی و ذهنی و اسپاسم اندام ظاهر می‌شود. تا سن ۸ سالگی، علائم سندرم مایکرو کاملاً نمایان شده‌است و بیماران، سفتی مفاصل و آتروفی عصب بینایی واضح پیدا می‌کنند و توانایی صحبت‌کردن، راه‌رفتن و تحرک را به‌کلی از دست می‌دهند. تشنج در این بیماران ناشایع نیست، و بیماران برای کنترل آن، نیازمند درمان هستند. بسیاری از بیماران نیازمند ویلچر هستند و در نتیجه همواره نیازمند کمک و حمایت هستند.